# Nationaal park Ilha Grande
Het  Nationaal park Ilha Grande (Parque Nacional de Ilha Grande) is een nationaal park gelegen op de grens tussen de staat Paraná en Mato Grosso do Sul  in Brazilië, op 23°24' Z, 53°49' W. Het dateert van 1997 en heeft een oppervlakte met 78875 ha. Het park wordt beheerd door het ICMBio. Het doel is met name de bescherming van archeologische sites. Het gebied werd ooit bewoond door Guarani-indianen en Xetás.

## Karakteristiek
Het park omvat een kustzone met eilanden en eilandjes  van het Itaipureservoir en de riviermond van de Piquiri tot de mond van de rivier de Paraná, waaronder de eilanden Grande, Peruzzi, Peacock and Bandeirantes. Het park omvat tevens wetlands en overstromingsvlaktes bij de Paranárivier. De vaarroutes in de rivier maken geen deel uit van het park.
het park vorm een overgang van de cerrado naar het bos. Onder de fauna zijn verscheidne endemische en/of bedreigde soorten. soorten die in het gebied voorkomen zijn bijvoorbeeld Blastocelus dichotomus, Caiman Latorostris, de jaguar (Panthera onca), de Laaglandtapir (Tapirus terestris), de reuzenmiereneter (Myrmecophaga tridactyla), Pseudoplatystoma corruscans, Paulicea luetkeni, Salminus maxillosus, de Jabiroe Jabiru mycteria, de Maskerhokko  Crax fasciolata en de Leljacana Jacana jacana.

## Toerisme
Het is dagelijks voor het publiek opengesteld en er zijn rondleidingen en boottochten.

## Externe links

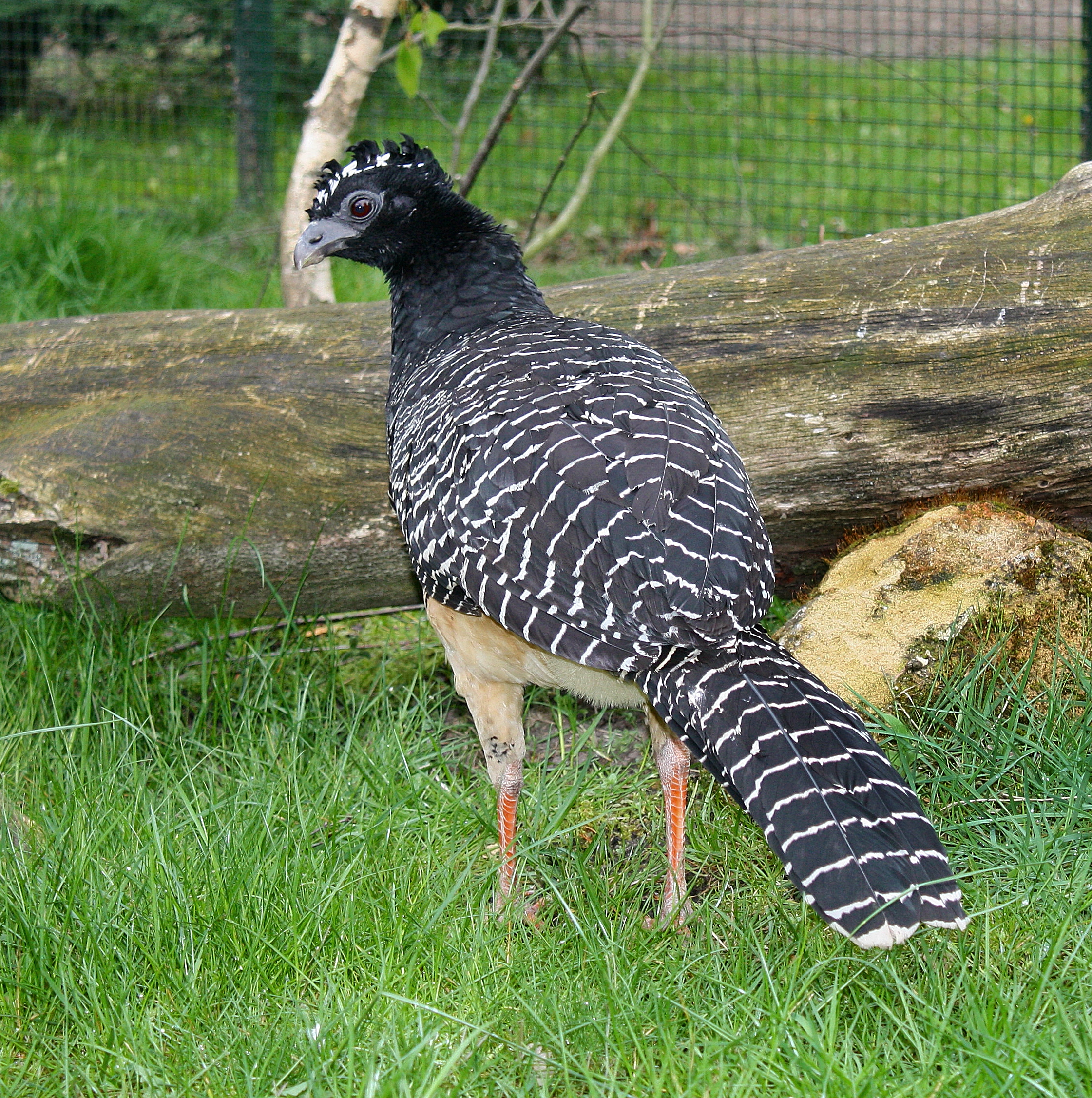
deMaskerhokko (Crax fasciolata)